# Intercambiador Uchiko Ikazaki
El Intercambiador Uchiko Ikazaki (内子五十崎インターチェンジ Uchiko Ikazaki-intāchenji?) es un intercambiador que se encuentra en el Pueblo de Uchiko del Distrito de Kita de la Prefectura de Ehime. Es el octavo intercambiador de la Autovía de Matsuyama viniendo desde la Prefectura de Kagawa.

## Cruces importantes
- Ruta Nacional 56

## Alrededores de la estación
- Estación Uchiko

## Intercambiador anterior y posterior
- Autovía de Matsuyama

Intercambiador Iyo << Intercambiador Uchiko Ikazaki >> Intercambiador Oozu